# 松浦隆信
松浦 隆信（まつら たかのぶ）は、肥前国の戦国大名。嵯峨源氏一流松浦氏25代当主。

## 経歴
松浦氏の分家の一つである平戸松浦氏の生まれ。当時、松浦党には総領はおらず、上松浦党の波多氏と下松浦党の松浦氏（平戸松浦氏及び相神浦松浦氏）が争ってきた。父の興信の代に、大内氏との強い結びつきにより平戸松浦氏の優位が固まりつつあったが、天文10年（1541年）8月13日に興信は突然病で死去する。この時、源三郎はまだ13歳の元服前で実務に当たることができず、しばらくは家中の混乱もあったが、籠手田安昌や波多盛、波多武などに支えられ、天文12年（1543年）になってようやく家督を継いだ。大内義隆から偏諱を受けて隆信と名乗り、肥前守に任じられた。
隆信は、普門寺の前住老甫禅師に師事し、新当流の志多信定や藤原宗卜に兵法を、伊勢貞順に礼法を学んだ。横笛の名手で、鷹狩を好んだ。
平戸には明の商人や（中国商人を庇護する）中国人の海賊（後期倭寇）が多く住んでいたが、勝尾山に邸宅を構えた海賊王に「五峯」を称した王直がおり、伝承ではこの人物がポルトガル船を水先案内して初めて平戸に来航させたと言われる。隆信はこれを主君筋にあたる大友義鎮に報告して互市の許可を得て、ポルトガル貿易（南蛮貿易）が開始された。
さらに天文19年（1550年）、イエズス会宣教師フランシスコ・ザビエルが布教を断られた鹿児島から平戸にやってきた。隆信は宣教師の同地での布教活動を許したので、1553年から1561年までの間、ポルトガル船は毎年来航するようになり、平戸は中心交易地として栄えた。隆信は鉄砲や大砲などの武器を率先して購入した。しかし宣教師を厚遇したが、熱心な曹洞宗宗徒だった隆信自身はキリスト教には馴染まず、信者の拡大は地域に軋轢を生んだ。永禄元年（1558年）、隆信は宣教師ガスパル・ヴィレラに平戸からの退去を命じ、これに乗じた仏教徒が教会を焼討する事件が起こった。さらに永禄4年には商取引の揉め事でポルトガル人が殺傷される事件（宮ノ前事件）もあり、ポルトガル船は大村純忠の支配する横瀬浦に移ってしまった。しかし横瀬浦でも焼討があったため、永禄7年（1564年）に隆信が請うてポルトガル船の再入港を促し、教会も再建されたが、翌年にはルイス・フロイスらの周旋で自らキリシタン大名となった大村純忠の領土の福田浦にポルトガル船は去ってしまい、長崎港が本格開港されるに及んで平戸のポルトガル貿易は終焉した。
一方で、貿易による巨万の富を築き上げた隆信は、領内でも鉄砲の製造を命じ、火薬の備蓄や、鉄砲足軽の訓練に勤しんで、軍備を拡大した。その力を背景にして（衰退傾向にあった）倭寇の拠点3ヵ所の制圧し、北松浦半島を制圧した。
隆信は、有馬氏や龍造寺氏などの近隣の大名と事を構え、度々合戦をしながら、志佐氏や波多氏の一部を攻撃し、婚姻や血族を養子として入れることでを松浦党の一族をまとめようとしていた。
永禄6年（1563年）、後藤貴明は龍造寺隆信の威に屈したため、武雄後藤氏の養子に送った次男後藤惟明は、龍造寺隆信の子の後藤家信により後藤家を追われたが、松浦隆信は飯盛城を攻めて、長年対立してきた相神浦松浦家の松浦親（宗金）をついに屈服させた。和議の結果、相神浦松浦家に既に養子として入っていた有馬晴純の子の松浦盛を他家（有田氏）に追いやり、新たに平戸松浦家より隆信の子の九郎を養子として親（養父と同名、松浦丹後守九郎親）とし、宗金を隠居させたことにより、相神浦松浦家の平戸松浦家への従属を確かなものとした。
永禄11年（1568年）、嫡男の鎮信に家督を譲って隠居したが、実権はなおも握り続けたと言われる。元亀2年（1571年）、壱岐を支配下に置いた。
天正9年（1581）直谷城主の志佐純正の弟志佐純意（純元とも、祖父と同名）に娘を嫁がせ、純正の子純量を攻め滅ぼして、志佐氏を傘下に収めた。
大友家の退潮により、龍造寺隆信の勢いは肥前のみならず北九州を席捲するほどであったが、天正12年（1584年）に隆信が薩摩島津氏の支援を受けた有馬氏に敗れ戦死したため（沖田畷の戦い）、松浦家も独立を保つことができた。
天正15年（1587年）には豊臣秀吉の九州平定に参陣して所領安堵を許された。隆信は中国の文物、名器を所有していたので、翌年、初めて京に上った際には秀吉に茶讌を所望されて、千利休と3人で、それぞれの茶器を披露した。
文禄・慶長の役には当主たる息子が出征して隆信は出陣しなかったが、文禄2年（1594年）、壱岐や五島列島と朝鮮間の兵糧米の輸送の監督を秀吉に依頼され、これを果たしたので賞された。
慶長元年（1597年）、長門国大寧寺に僧安叟珠養に道号を付けてもらい、「印山」と号す。慶長4年、平戸勝尾山の自邸で没した。享年72。追称して尊勝院。
隆信は、弱小勢力に過ぎなかった平戸松浦氏を戦国大名へと躍進させて、近世への存続の道を切り抜けさせた名君であり、松浦氏の基礎を築き、息子鎮信によってその繁栄はより確かなものとなった。